# Liste von Ausrüstungsgegenständen der schwedischen Armee

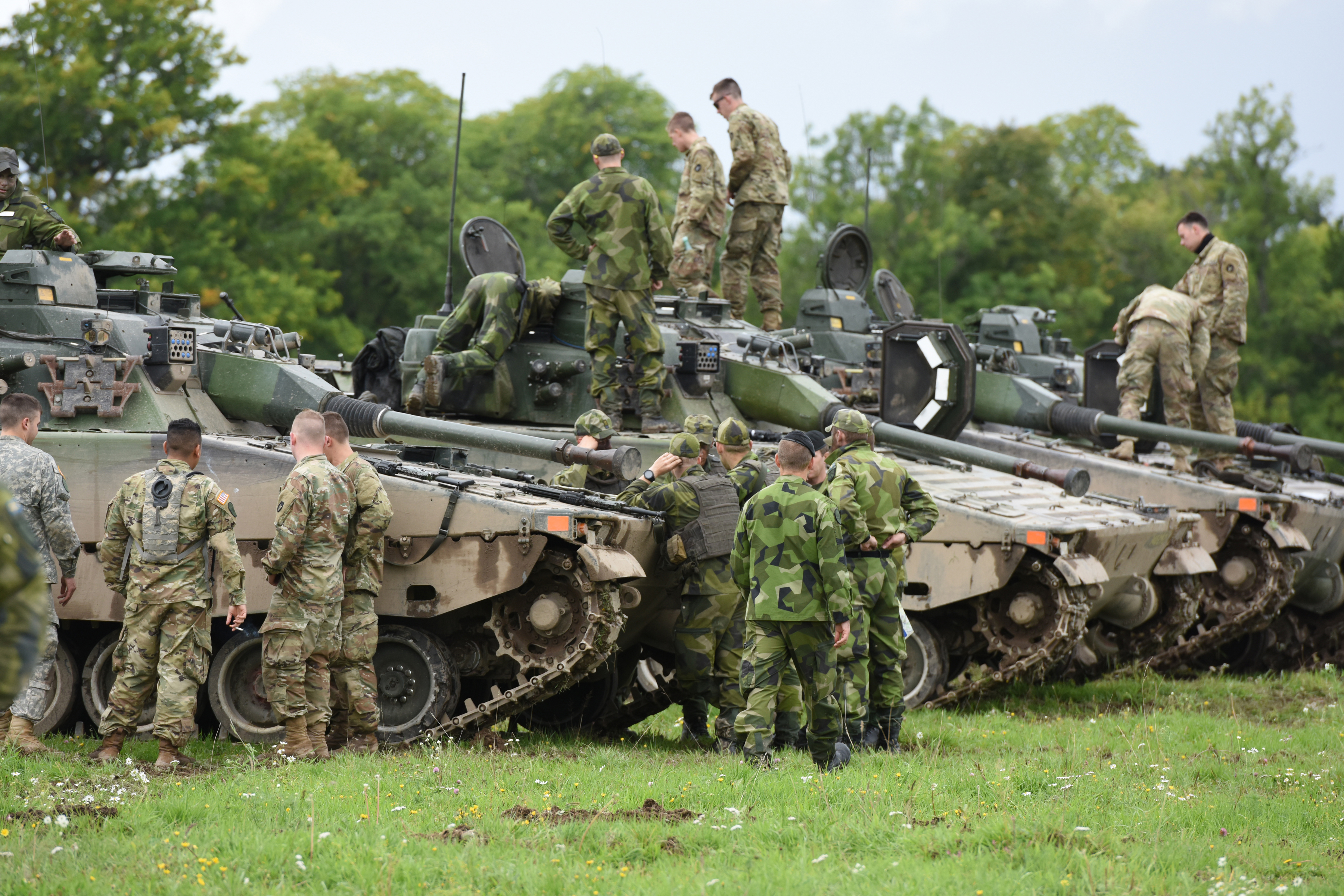
Schwedische Hägglunds Combat Vehicle 9040

Die Liste von Ausrüstungsgegenständen der schwedischen Armee verzeichnet persönliche Ausrüstungsgegenstände der Soldaten, aber auch Handfeuerwaffen, gepanzerte und ungepanzerte Fahrzeuge, Geschütze, Drohnen, Minen und weiteres Ausrüstungsmaterial.

## Persönliche Ausrüstung
| Name                                     | Herkunft                    | Typ                                | Anzahl  | Anmerkungen |
| Helme                                    | Helme                       | Helme                              | Helme   | Helme |
| ---------------------------------------- | --------------------------- | ---------------------------------- | ------- | --- |
| Telehelm 17 Telehjälm 17                 | Schweden                    | Helm mit Kommunikation-Einrichtung |         | - Wird von Besatzungen gepanzerter Fahrzeuge verwendet                                                                    |
| Helm 24 Hjälm 24                         | Vereinigte Staaten          | Ballistischer Helm                 |         | - Nachfolger von Helm 18                                                                                                  |
| Helm 90 Hjälm 90                         | Norwegen                    | Helme aus Verbundfasern            |         | - Standard Helm |
| Schutzmasken                             |                             |                                    |         | |
| Schutzmaske FM54 Skyddsmask FM54         | Vereinigtes Königreich      | CBRN-Vollmaske                     |         | - Geliefert durch Promoteq AB                                                                                             |
| Schutzmaske 90 Skyddsmask 90             | Schweden                    | CBRN-Vollmaske                     | 500,000 | - Fakten Schutzmaske 90                                                                                                   |
| Schutzwesten                             |                             |                                    |         | |
| Körperschutz 12 / 22 Kroppsskydd 12 / 22 | Deutschland                 | Modulare Weste                     |         | - Fakten Körperschutz 12 - Körperschutz 12 ist die Standardweste der Armee - Körperschutz 22 ist eine verbesserte Version |
| Körperschutz 23 / 24 Kroppsskydd 23 / 24 | Vereinigte Staaten Schweden | Modulare Weste                     | 40,000  | - Körperschutz 23 für Soldatinnen                                                                                         |
| Körperschutz 90A Kroppsskydd 90          | Norwegen                    | Ballistische Weste                 |         | - Fakten Körperschutz 90A - Wird hauptsächlich von Wehrpflichtigen in der Ausbildung verwendet                            |
| Schuhe                                   |                             |                                    |         | |
| Marschstiefel 24 Marschkänga 24          | Türkei                      | Marschstiefel                      | 70,000  | - 70.000 Stiefel mit einer Option auf weitere 20.000 sowie 140.000 Einlegesohlen                                          |
| Marschstiefel 90 Marschkänga 90          | Schweden                    | Marschstiefel                      | 39,000  | - Fakten Marschstiefel 90                                                                                                 |
| Gummistiefel 90 Gummistövlar 90          | Kanada                      | Gummistiefel                       |         | - Fakten Gummistiefel 90                                                                                                  |
| Handschuhe                               |                             |                                    |         | |
| Schutzhandschuhe 7 Skyddshandskar 7      | Schweden                    | CBRN-Schutzhandschuhe              |         | - Gehört zur persönlichen Schutzausrüstung 90 B/S                                                                         |
| Kampfhandschuhe 90 Stridshandskar 90     | Schweden                    | Kampfhandschuhe                    |         | - Für kaltes Klima |
| Kampfhandschuhe 2000 Stridshandskar 2000 | Schweden                    | Kampfhandschuhe                    |         | |
| Kampfhandschuhe xx Stridshandskar xx     | Schweden                    | Kampfhandschuhe                    |         | - Einigung über neuen Kampfhandschuh für die schwedischen Streitkräfte - Lieferung Anfang 2026                            |
| Radios                                   |                             |                                    |         | |
| Radio 570                                | Schweden                    | Radio                              |         | |

## Waffen
| Name                                                      | Bild            | Herkunft               | Typ                        | Anmerkungen |
| Handfeuerwaffen                                           | Handfeuerwaffen | Handfeuerwaffen        | Handfeuerwaffen            | Handfeuerwaffen |
| --------------------------------------------------------- | --------------- | ---------------------- | -------------------------- | --- |
| Glock 17 Pistol 88                                        |                 | Österreich             | Pistole                    | - Fakten Pistole 88 – Glock 17/19 - Standard-Dienstpistole - Wird hauptsächlich von Offizieren verwendet                                     |
| Sturmgewehre                                              |                 |                        |                            | |
| Colt M4 Automatkarbin M4                                  |                 | Vereinigte Staaten     | Sturmgewehre               | - 15,000 - Das Gewehr ist im Einsatz, bis genügend AK 24 geliefert wurden, um die AK 5 zu ersetzen                                           |
| Automatkarbin 5                                           |                 | Belgien                | Sturmgewehre               | - Anzahl 39,200 - Fakten AK 5C - Eine schwedische verbesserte Variante des FN FNC, von denen die meisten in Schweden gebaut wurden           |
| Automatkarbin 5D                                          |                 | Belgien                | Sturmgewehre               | - Anzahl 39,200 - Fakten AK 5C - Eine schwedische verbesserte Variante des FN FNC, von denen die meisten in Schweden gebaut wurden           |
| Automatkarbin 24A                                         |                 | Finnland               | Sturmgewehre               | - Anzahl 7,300 - Nachfolger des Automatkarbin 5                                                                                              |
| Präzisionsgewehre                                         |                 |                        |                            | |
| Sako TRG Prickskyttegevär 08                              |                 | Finnland               | Scharfschützengewehr       | - Wird von der Spezialeinsatzgruppe verwendet                                                                                                |
| Accuracy International Arctic Warfare Prickskyttegevär 90 |                 | Vereinigtes Königreich | Scharfschützengewehr       | - Fakten Scharfschützengewehr 90 |
| Barrett M82 Automatgevär 90                               |                 | Vereinigte Staaten     | Anti-Material-Gewehr       | - Fakten Automatisches Gewehr 90 |
| Schrotflinten                                             |                 |                        |                            | |
| Beretta 682 Hagelgevär 686                                |                 | Italien                | Schrotflinte               | - Verstärkungswaffen |
| Remington Model 870 Förstärkningsgevär 870 C              |                 | Vereinigte Staaten     | Schrotflinte               | - Verstärkungswaffen |
| Maschinengewehre                                          |                 |                        |                            | |
| Browning M1917 Kulspruta 39                               |                 | Schweden               | Maschinengewehr            | - Swedish development of the Browning M1917 - Koaxial auf Stridsfordon 9040 A und B                                                          |
| FN MAG Kulspruta 58                                       |                 | Belgien                | Maschinengewehr            | - Swedish variant of the Belgian FN MAG general-purpose machine gun, adopted by the Swedish Armed Forces in 1958 - Fakten Maschinengewehr 58 |
| M2 Browning Kulspruta 88                                  |                 | Vereinigte Staaten     | Maschinengewehr            | - Fakten Machine Gun 88 - Wird hauptsächlich auf Terrängbil 16 verwendet                                                                     |
| FN Minimi Kulspruta 90                                    |                 | Belgien                | Maschinengewehr            | - Fakten zum Maschinengewehr 90 |
| MG3 Kulspruta 94                                          |                 | Deutschland            | Maschinengewehr            | - Montiert auf Stridsvagn 122, kann bei Bedarf abmontiert werden                                                                             |
| Automatischer Granatwerfer                                |                 |                        |                            | |
| Mk 19 Granatspruta 92                                     |                 | Vereinigte Staaten     | Automatischer Granatwerfer | - Fakten Granatwerfer 92 |
| Granaten                                                  |                 |                        |                            | |
| Handgranate 07 Spränghandgranat 07                        |                 | Schweden               | Handgranate                | |
| Handgranate 56 Spränghandgranat 56                        |                 | Schweden               | Handgranate                | - Fakten Grenade 56 |
| Schockgranate 96 Chockhandgranat 96                       |                 | Schweden               | Handgranate                | - Fakten Schockhandgranate 96 |
| LU 213 grenade Spränghandgranat 2000                      |                 | Frankreich             | Handgranate                | |
| Minen                                                     |                 |                        |                            | |
| Alarmmine 2 Larmmina 2                                    |                 | Schweden               | Alarmmine                  | - Fakten Alarm 2B - Wird verwendet, um Soldaten vor einem herannahenden Feind zu warnen                                                      |
| Panzerabwehrmine 5 Stridsvagnsmina 5                      |                 | Schweden               | Panzerabwehrmine           | - Fakten Tank Mine 5 |
| FFV 028 Stridsvagnsmina 6                                 |                 | Schweden               | Panzerabwehrmine           | - Fakten Tank Mine 6 |
| Fahrzeugmine 13 Fordonsmina 13                            |                 | Schweden               | Anti-Fahrzeug-Mine         | - Fakten Fahrzeug Mine 13 |
| FFV 016 Fordonsmina 14                                    |                 | Schweden               | Anti-Fahrzeug-Mine         | - Fakten Fahrzeugmine 14 |
| Claymore Försvarsladdning 21                              |                 | Vereinigte Staaten     | Antipersonenmine           | - Vom Soldaten aktivierte Landmine, die dem Ottawa-Vertrag entspricht                                                                        |
| Antipersonenmine 22 Försvarsladdning 22                   |                 | Schweden               | Antipersonenmine           | - Vom Soldaten aktivierte Landmine, die dem Ottawa-Vertrag entspricht                                                                        |
| Panzerabwehr                                              |                 |                        |                            | |
| FFV Carl Gustaf Granatgevär 18                            |                 | Schweden               | Rückstoßfreie Gewehre      | - Fakten Granatgewehr M86 |
| AT4 Pansarskott 86                                        |                 | Schweden               | Rückstoßfreie Gewehre      | - Fakten Panzerabwehrraketen 86 |
| BGM-71 TOW Robotsystem 55                                 |                 | Vereinigte Staaten     | Panzerabwehrraketen        | - Bericht |
| RBS 56 BILL Robotsystem 56                                |                 | Schweden               | Panzerabwehrraketen        | - Robotersystem 56 |
| NLAW Robotsystem 57                                       |                 | Schweden               | Panzerabwehrraketen        | - Roboter 57 |
| Akeron MP Robotsystem 58                                  |                 | Frankreich             | Panzerabwehrraketen        | - Vertrag über Serienlieferungen des Robotersystems 58                                                                                       |

## Fahrzeuge
| Name                                                            | Bild             | Herkunft           | Typ                                              | Anzahl               | Anmerkungen |
| Kampfpanzer                                                     | Kampfpanzer      | Kampfpanzer        | Kampfpanzer                                      | Kampfpanzer          | Kampfpanzer |
| --------------------------------------------------------------- | ---------------- | ------------------ | ------------------------------------------------ | -------------------- | --- |
| Panzer 122A Stridsvagn 122A                                     |                  | Deutschland        | Kampfpanzer                                      | 96 (−96)             | - Eine schwedische verbesserte Variante des Leopard 2A5, von denen die meisten in Schweden gebaut wurden - Ursprünglich wurden 120 Einheiten erworben, 14 wurden zur B-Version umgebaut und 10 wurden 2023 der Ukraine gespendet |
| Panzer 122B Stridsvagn 122B                                     | 14 (−14)         | Deutschland        | Kampfpanzer                                      |                      | - Eine schwedische verbesserte Variante des Leopard 2A5, von denen die meisten in Schweden gebaut wurden - Ursprünglich wurden 120 Einheiten erworben, 14 wurden zur B-Version umgebaut und 10 wurden 2023 der Ukraine gespendet |
| Panzer 123A Stridsvagn 123A                                     |                  | Deutschland        | Kampfpanzer                                      | 0/110                | - Alle 110 werden zwischen 2027 und 2030 zum Strv 123A aufgerüstet |
| Panzer 123B Stridsvagn 123B                                     |                  | Deutschland        | Kampfpanzer                                      | 0/44                 | - Schweden bestellte 44 Leopard 2A8 |
| Schützenpanzer                                                  |                  |                    |                                                  |                      | |
| Kampffahrzeuge 9035 Stridsfordon 9035                           |                  | Schweden           | Schützenpanzer                                   | 0/50                 | - Modernisierte Variante mit einer 35-mm-Hauptbewaffnung |
| Kampffahrzeuge 9040A Stridsfordon 9040A                         | Swedish_CV9040_1 | Schweden           | Schützenpanzer                                   | 224                  | - Die inländische Produktionsvariante des Combat Vehicle 90 mit einer 40-mm-Bewaffnung - Insgesamt wurden zunächst 355 Einheiten erworben, einige davon für andere Zwecke umfunktioniert und 50 an die Ukraine gespendet.        |
| Kampffahrzeuge 9040B Stridsfordon 9040B                         | Swedish_CV9040_1 | Schweden           | Schützenpanzer                                   | 224                  | - Die inländische Produktionsvariante des Combat Vehicle 90 mit einer 40-mm-Bewaffnung - Insgesamt wurden zunächst 355 Einheiten erworben, einige davon für andere Zwecke umfunktioniert und 50 an die Ukraine gespendet.        |
| Kampffahrzeuge 9040C Stridsfordon 9040C                         | Swedish_CV9040_1 | Schweden           | Schützenpanzer                                   | 224                  | - Die inländische Produktionsvariante des Combat Vehicle 90 mit einer 40-mm-Bewaffnung - Insgesamt wurden zunächst 355 Einheiten erworben, einige davon für andere Zwecke umfunktioniert und 50 an die Ukraine gespendet.        |
| Gepanzerte Mannschaftstransportwagen                            |                  |                    |                                                  |                      | |
| Gepanzertes Geländefahrzeug 180 Pansarterrängbil 180            |                  | Finnland           | Gepanzerte Mannschaftstransportwagen             | 34                   | - In Finnland produzierter Sisu XA-180S, bewaffnet mit Ksp 88 |
| Gepanzertes Geländefahrzeug 202 Pansarterrängbil 202            |                  | Finnland           | Gepanzerte Mannschaftstransportwagen             | 250                  | - Neuer Wartungsvertrag für gepanzerte Fahrzeuge |
| Gepanzertes Geländefahrzeug 203 Pansarterrängbil 203            |                  | Finnland           | Gepanzerte Mannschaftstransportwagen             | 250                  | - Neuer Wartungsvertrag für gepanzerte Fahrzeuge |
| Gepanzertes Geländefahrzeug 300 Pansarterrängbil 300            |                  | Finnland           | Gepanzerte Mannschaftstransportwagen             | 20/321               | - 20 wurden ursprünglich im Jahr 2023 erworben - 2024 wurde eine Bestellung über weitere 321 Stück aufgegeben |
| Gepanzertes Geländefahrzeug 360 Pansarterrängbil 360            |                  | Finnland           | Gepanzerte Mannschaftstransportwagen             | 112                  | - In Finnland hergestellter Patria XA-360 AMV |
| Nutzfahrzeuge                                                   |                  |                    |                                                  |                      | |
| Geländewagen 14 Terrrängbil 14                                  |                  | Deutschland        | Nutzfahrzeuge                                    | 435                  | - 355 normale Einheiten und 80 Prototypen für die Aufklärung - Mercedes-Benz G-Class 4x4. |
| Geländewagen 15 Terrrängbil 15                                  |                  | Deutschland        | Nutzfahrzeuge                                    | 151                  | Mercedes-Benz G-Class 6x6. |
| Geländewagen 16 Terrrängbil 16                                  |                  | Südafrika          | MRAP                                             | 380                  | - Fakten: Geländewagen 16 (Tgb16) - Wird durch Geländewagen 24 ersetzt |
| Geländewagen 24 Terrrängbil 24                                  |                  | Finnland           | MRAP                                             | 20/240               | - Mehrzweckfahrzeug Nachfolger von Geländewagen 16 |
| Iveco MUV M70                                                   |                  | Italien            | NutzfahrzeugKrankenwagen                         | 0/5000/100           | - FMV bestellt 400 Nutzfahrzeuge - FMV bestellt 100 medizinische Transportfahrzeuge - Maximal 3000 Fahrzeug für den Volvo C303\|Tgb 11 und Volvo C303\|Tgb 13 Ersatz geplant                                                     |
| Ford Ranger (T6)                                                |                  | Vereinigte Staaten | Kleintransporter                                 |                      | - Die Fahrzeuge basieren auf Ford Ranger Pickups - Diese Lieferung von Pritschenwagen von FMV an die schwedische Nationalgarde (Hemvärnet) ist die erste einer Reihe von Lieferungen, die bis 2025 abgeschlossen sein werden     |
| Motorrad XT250 Motorcykel XT250                                 | Beispiel         | Japan              | Motorrad                                         | 0/1000               | - Rahmenvertrag für Einsatzmotorräder abgeschlossen |
| Motorrad 409 Motorcykel 409                                     |                  | Österreich         | Motorrad                                         |                      | - Wird hauptsächlich als Motorradkurier\|Kuriere innerhalb militärischer Einheiten eingesetzt |
| Motorrad 810 Motorcykel 810                                     |                  | Deutschland        | Motorrad                                         | 100                  | - Ausschließlich von der Militärpolizei verwendet |
| Polizeiauto V90 Polisbil V90                                    | Beispiel         | Schweden           | Polizeiauto                                      |                      | - Ausschließlich von der Militärpolizei verwendet |
| Geländefahrzeuge                                                |                  |                    |                                                  |                      | |
| Raupenwagen 206 Bandvagn 206                                    |                  | Schweden           | Ketten-Geländefahrzeug                           | 4,500                | - Fakten Raupenanhänger 206/208 |
| Raupenwagen 309 Bandvagn 309                                    |                  | Schweden           | Gepanzertes Ketten-Geländefahrzeug               | 93                   | - Die Mehrheit der 50 Einheiten ist auf Truppentransport spezialisiert, während der Rest über andere Spezialisierungen verfügt                                                                                                   |
| Raupenwagen 410 Bandvagn 410                                    |                  | Schweden           | Gepanzertes Ketten-Geländefahrzeug               | 167/236              | - |
| Polaris DAGOR                                                   |                  | Vereinigte Staaten | leichtes Geländefahrzeug                         |                      | |
| Kommandofahrzeug                                                |                  |                    |                                                  |                      | |
| Gepanzertes Kettenfahrzeug 90A Stridsledningspansarbandvagn 90A |                  | Schweden           | Gepanzertes Kommandofahrzeug                     | 54                   | - Wird von Bataillonskommandeuren zur Führung mechanisierter Truppen verwendet |
| Gepanzertes Kettenfahrzeug 90C Stridsledningspansarbandvagn 90c | 2                | Schweden           | Gepanzertes Kommandofahrzeug                     |                      | - Wird von Bataillonskommandeuren zur Führung mechanisierter Truppen verwendet |
| Logistikfahrzeuge                                               |                  |                    |                                                  |                      | |
| Pritschenwagen 6T 4x4(Volvo) Flaklastbil 6T 4x4                 |                  | Schweden           | Pritschenwagen                                   | 120                  | - FMV erhält 120 Allrad-Pritschenwagen mit Hebebühne |
| Pritschenwagen 7T 8x2(Volvo) Flaklastbil 7T 8x2                 |                  | Schweden           | Pritschenwagen                                   | 8                    | - |
| Kastenwagen 8T 4x2(Volvo) Skåplastbil 8T 4x2                    |                  | Schweden           | Kastenwagen                                      | 40                   | - |
| Pritschenwagen 12T 6x6(Volvo) Flaklastbil 12T 6x6               |                  | Schweden           | Pritschenwagen                                   | 30/330 (+200 Option) | - FMV bestellt LKW für die Streitkräfte |
| Abrollkipper 12T 8x6(Volvo) Rullflakslastbil 12T 8x6            |                  | Schweden           | Hakenlift-LKW                                    | 35                   | |
| Pritschenwagen 4x4(Scania)                                      |                  | Schweden           | Pritschenwagen mit Curtainsider und Ladebordwand | 0/300 (+200 Option)  | - FMV bestellt LKW für die Streitkräfte |
| Pritschenwagen 6x6(Scania)                                      |                  | Schweden           | Pritschenwagen                                   | 0/100 (+100 Option)  | - * FMV bestellt LKW für die Streitkräfte |
| Kastenwagen 13T 6x6(Scania) Skåplastbil 13T 6x6                 |                  | Schweden           | Kastenwagen                                      | 80/155 (+75 Option)  | - FMV bestellt LKW für die Streitkräfte |
| Abrollkipper 14T 8x8(MAN) Rullflaksbil 14T 8x8                  |                  | Deutschland        | Hakenlift-LKW                                    | 107                  | - |
| Abrollkipper 14T 6x4(Scania) Rullflakslastbil 14T 6x4           |                  | Schweden           | Hakenlift-LKW                                    | 200                  | - |
| Abrollkipper 14T 6x6(Volvo) Rullflakslastbil 14T 6x6            |                  | Schweden           | Hakenlift-LKW                                    | 125                  | - |
| Wechsellader 16T 6x2(Volvo) Växelbil 16T 6x2                    |                  | Schweden           | Hilfslastwagen                                   | 3                    | - |
| Abrollkipper 17T 8x4(Volvo) Rullflakslastbil 17T 8x4            |                  | Schweden           | Hakenlift-LKW                                    |                      | - |
| Traktor 23T 6x6(Scania) Dragbil 23T 6x6                         |                  | Schweden           | Zugmaschine                                      |                      | - |
| Traktor 8x4(Scania)                                             |                  | Schweden           | Zugmaschine                                      | 0/65 (+60 Option)    | - Neuer Schwerlast-Lkw für Tanktransporte |
| Traktor 28T 8x4(Volvo) Dragbil 28T 8x4                          |                  | Schweden           | Zugmaschine                                      | 6                    | - |
| Ingenieur und Unterstützungsfahrzeuge                           |                  |                    |                                                  |                      | |
| Minenräumer 1T Djupminröjmaskin 1T                              |                  | Finnland           | Minenräumfahrzeug                                |                      | - |
| Minenräumer 1B Truppminröjare 1B                                |                  | Kroatien           | Minenräumfahrzeug                                | 4                    | - Unbemanntes Minenräumfahrzeug |
| Planierraupe 18T Bandschaktare 18T                              | Beispiel         | Vereinigte Staaten | Gepanzerter Bulldozer                            |                      | - Caterpillar D6T - Ausschließlich vom Göta-Pionierregiment verwendet |
| Radlader 18T Hjullastare 18T                                    |                  | Schweden           | Gepanzerter Radlader                             |                      | - Volvo L60H - Weit verbreitet in den Artillerieregimenten |
| Bergefahrzeug 90 Bärgningsbandvagn 90                           |                  | Schweden           | Gepanzertes Bergefahrzeug                        | 24                   | - Bergungsvariante des CV90 |
| Scania Schwerlastschlepper                                      | Beispiel         | Polen Schweden     | Abschlepper / Schwerlastschlepper                | 10                   | - FMV kauft Schwerlastschlepper |
| Brückenwagen 120 Brobandvagn 120                                |                  | Deutschland        | Gepanzerte Fahrzeugbrücke                        | 6                    | |
| Bergefahrzeug 120 Bärgningsbandvagn 120                         |                  | Deutschland        | Gepanzertes Bergefahrzeug                        | 2                    | - 12 weitere Einheiten sind im Lager |
| Pionierkettenfahrzeug 120 Ingenjörbandvagn 120                  |                  | Deutschland        | Gepanzertes Pionierfahrzeug                      | 6                    | |
| Amphibisches Brücken- und Übersetzfahrzeug M3 Amfibiebro 400    |                  | Deutschland        | Schwimmschnellbrücke                             | 2/34                 | - FMV erhält Amphibienbrücke 400 |

## Feldartillerie
| Name                                                                         | Bild      | Herkunft  | Typ                          | Anzahl    | Anmerkungen |
| Haubitzen                                                                    | Haubitzen | Haubitzen | Haubitzen                    | Haubitzen | Haubitzen |
| ---------------------------------------------------------------------------- | --------- | --------- | ---------------------------- | --------- | --- |
| Artilleriesystem 08                                                          |           | Schweden  | Selbstfahrende Haubitze      | 26 (+48)  | - Von den ursprünglich 48 erworbenen Einheiten wurden 14 an das Vereinigte Königreich verkauft und 8 an die Ukraine gespendet - 48 neue Einheiten auf RMMV HX2 8×8 wurden bestellt |
| Mörser                                                                       |           |           |                              |           | |
| Gepanzertes Kettenfahrzeug mit Granatwerfer 90 Granatkastarpansarbandvagn 90 |           | Schweden  | Selbstfahrender Mörser       | 40 (+40)  | - |
| Vorwärtsbeobachterausrüstung                                                 |           |           |                              |           | |
| Feuerleitwagen 90A Eldledningsvagn 90A                                       |           | Schweden  | Vorwärtsbeobachtungsfahrzeug | 34        | - Wird zur Vorwärtsbeobachtung für Artillerie, Luftnahunterstützung und Marineunterstützung verwendet                                                                              |
| Feuerleitwagen 90C Eldledningsvagn 90C                                       |           | Schweden  | Vorwärtsbeobachtungsfahrzeug | 8         | - Wird zur Vorwärtsbeobachtung für Artillerie, Luftnahunterstützung und Marineunterstützung verwendet                                                                              |
| Gegenbatterieradare                                                          |           |           |                              |           | |
| Gegenbatterieradare 2091 Artillerilokaliseringsradarbandvagn 2091            |           | Schweden  | Gegenbatterieradare          |           | - Basierend auf dem Bandvagn 208-Chassis |

## Flugabwehr
| Name                                       | Bild           | Herkunft           | Typ                                           | Anzahl         | Anmerkungen                                                              |
| Raketensysteme                             | Raketensysteme | Raketensysteme     | Raketensysteme                                | Raketensysteme | Raketensysteme                                                           |
| ------------------------------------------ | -------------- | ------------------ | --------------------------------------------- | -------------- | ------------------------------------------------------------------------ |
| RBS 23 BAMSE Robotsystem 23                |                | Schweden           | Boden-Luft-Rakete \| Boden-Luft-Raketensystem |                | -                                                                        |
| Robotsystem 70                             |                | Schweden           | Boden-Luft-Rakete \| Boden-Luft-Raketensystem |                | - FMV bestellt mehr RBS 70 NG-Systeme                                    |
| IRIS-T Robotsystem 98                      |                | Deutschland        | Boden-Luft-Rakete \| Boden-Luft-Raketensystem |                | - IRID-T SLS                                                             |
| MIM-104 Patriot Luftvärnssystem 103        |                | Vereinigte Staaten | Boden-Luft-Rakete \| Boden-Luft-Raketensystem | 4              | - Wird zur allgemeinen Verteidigung des schwedischen Luftraums verwendet |
| IRIS-T SLM                                 |                | Deutschland        | Boden-Luft-Rakete \| Boden-Luft-Raketensystem | 0/7            | - Neue Luftabwehrsysteme IRID-T SLM für die schwedischen Streitkräfte    |
| Flugabwehrartillerie                       |                |                    |                                               |                |                                                                          |
| Flugabwehrlafette 90 Luftvärnskanonvagn 90 |                | Schweden           | Selbstfahrende Flugabwehrkanone               | 30             | - Strf 9040 mit einem PS-95-Radar                                        |
| Aufklärungsradare                          |                |                    |                                               |                |                                                                          |
| Aufklärungsradare 23 Underrättelseenhet 23 |                | Schweden           | Aufklärungsradare                             |                | - Primäres Aufklärungsradar der schwedischen Armee                       |

## Drohnen
| Name                            | Bild | Herkunft                      | Typ                      | Anzahl | Anmerkungen                             |
| ------------------------------- | ---- | ----------------------------- | ------------------------ | ------ | --------------------------------------- |
| AAI RQ-7 UAV 03                 |      | Vereinigte Staaten            | Unbemanntes Luftfahrzeug |        | - Wird zur Aufklärung verwendet         |
| AeroVironment Wasp III UAV 04   |      | Vereinigte Staaten            | Unbemanntes Luftfahrzeug |        | -                                       |
| AeroVironment RQ-20 Puma UVA 05 |      | Vereinigte Staaten            | Unbemanntes Luftfahrzeug |        | -                                       |
| Parrot ANAFI USA UAV 06         |      | Frankreich Vereinigte Staaten | Unbemanntes Luftfahrzeug |        | - Wird für leichte Aufklärung verwendet |